# Adema (album)
Adema je prvi album istoimenog sastava Adema. Poslije objavljenja u 2001., skocio je na 27. mjesto u Billboard charts, sa 600.000 prodanih albuma.

## Popis pjesama
1. Everyone (3:29)
2. Blow It Away (3:03)
3. Giving In (4:34)
4. Freaking Out (3:35)
5. The Way You Like It (3:40)
6. Close Friends (3:24)
7. Do What You Want To Do (3:00)
8. Skin (3:23)
9. Pain Inside (3:29)
10. Speculum (3:32)
11. Drowning (3:26)
12. Trust (4:21)

## Singlovi
- Giving In
- Freaking Out
- The Way You Like It